# توفيق الربيعة
توفيق بن فوزان بن محمد الربيعة وزير الحج والعمرة السعودي منذ 15 أكتوبر 2021. شغِل قبل ذلك منصب وزير الصحة السعودي منذ 30 رجب 1437هـ (7مايو 2016). وقبلها كان وزيراً للتجارة والاستثمار، بعد أن تولّى منصب المدير العام لهيئة المدن الصناعية ومناطق التقنية (مدن). وكلف بالعمل وكيلاً لوزارة التجارة والصناعة لشؤون الصناعة بالإضافة إلى عمله مديراً عاماً لهيئة المدن الصناعية، كذلك كُلف بالمهام المسندة لوزير التجارة والاستثمار في تنظيم جمعية حماية المستهلك. وفي 30 أبريل 2022 أعلنت الهيئة الملكية لمدينة مكة المكرمة والمشاعر المقدسة؛ صدور قرار تكليف الدكتور توفيق الربيعة رئيسًا تنفيذيًّا للهيئة.
في 8 أغسطس 2023 عُين رئيساً لمجلس إدارة الهيئة العامة للعناية بشؤون المسجد الحرام والمسجد النبوي.

## النشأة والتعليم
ولد الربيعة في 26 أكتوبر 1965م في مدينة الرياض بالمملكة العربية السعودية وتلقى تعليمه هناك، حيث حصل على درجة البكالوريوس في إدارة الأعمال (تخصص الطرق الكمية) من جامعة الملك سعود بالرياض عام 1986م، ثم عمل معيداً لمدة سنة واحدة حتى عام 1987م.
في أواخر الثمانينيات عام 1990م، حصل الربيعة على أول درجة ماجستير في علوم المعلومات من جامعة بيتسبرغ في ولاية بنسلفانيا في الولايات المتحدة الأمريكية، وخلال رحلة الدراسة واصل تعليمه بحصوله على درجة الماجستير الثانية في علوم الكمبيوتر، وذلك في أواخر التسعينيات عام 1995م، بجامعة بيتسبرغ، وفي عام 1999م حصل على الزمالة في التدريس ودرجة الدكتوراه في علوم الحاسب بجامعة بيتسبرغ بالولايات المتحدة الأمريكية. بعد عودته إلى المملكة العربية السعودية عمل أستاذاً مساعداً في جامعة الملك سعود بالرياض خلال الفترة من 1999م إلى 2002م. ومن خلال رحلته البحثية نشر ما يقارب 16 ورقة في مجال الأبحاث العلمية المُحكّمة، كما كانت له إسهامات في تطوير الخطة الوطنية السعودية لتقنية المعلومات من خلال مشاركته في إعداد وثيقة خطة رؤية تقنية المعلومات.

## الحياة العملية

### من الهيئة العامة للاستثمار إلى المدن الصناعية ومناطق التقنية (2002 – 2011)
تأسست الهيئة العامة للاستثمار عام 2000م وفي العام 2002م شغل الربيعة أولى مناصبه القيادية كمديراً عاماً للهيئة العامة للاستثمار. نفّذ خلالها العديد من المشروعات الاستثمارية التي ساهمت في تطوير العمل الإداري في قطاع تقنية المعلومات والاتصالات، وإتاحة فرص الاستثمار للعديد من الشركات متعددة الجنسيات في السوق السعودي. وضمن مبادرة الهيئة التي تم إطلاقها على نطاق أوسع، شارك الربيعة في برنامج 10 × 10، الذي قدّمه المحافظ وصولاً لهدف الانتقال بالمملكة لتكون واحدة من أفضل 10 بلدان على مستوى العالم في عدة مجالات، الأمر الذي غيّر تقييم البنك الدولي للمملكة العربية السعودية فيما يتعلق بجذب الاستثمار لتكون من المرتبة 67 في عام 2005 إلى المرتبة 16 في عام 2009 على مستوى جميع بلدان العالم.
وفي عام 2007م، شغل الربيعة منصب المدير العام للهيئة السعودية للمدن الصناعية ومناطق التقنية (مدن). في حينها سعى إلى تطوير المدن الصناعية بشكل كبير في المملكة وبذات الطريقة التي أدخل بها شركات جديدة للاستثمار في أسواق المملكة.
تُعد «الهيئة السعودية للمدن الصناعية ومناطق التقنية (مدن)» إحدى المبادرات المتعلقة بالمدن الصناعية والتي تديرها الحكومة السعودية، ويدل اسمها على دورها في تخطيط المدن. منذ عام 2007، كان للربيعة الدور القيادي فيما يتعلق بتحسين عدد من الخدمات على مستوى المدن الصناعية، في حين عمل أيضاً على تحسين بيئة العمل متضمناً ذلك نمواً في أسواق معينة مثل الشركات الصغيرة والمتوسطة، مع التركيز أيضاً على تطوير المبادرات على مستوى المدن الصناعية.
تجاوز التوسع في إستراتيجية «مدن» ما تم تحقيقه في الأربعين سنة الماضية مع تحقيق معدل توسع بلغ ستة أضعاف.
وصل معدل النمو في مختلف القطاعات إلى مستويات عالية جداً، حيث ارتفع معدل النمو الصناعي في قطاع الصناعات التحويلية إلى ما يزيد على 50٪ في عام 2011.
وبشكل عام تشمل مبادرات المدن الأخرى إنشاء حديقة بحيرة مدن، والتي تقع بالقرب من مدينة الدمام. وكانت المنطقة معروفة بالمواقع الصناعية الكبيرة، غير أنه لم يكن يُنظر إليها كمنطقة ذات جمال طبيعي. فقد كان إنشاء البحيرة جزءاً من استراتيجية أشمل لتطوير مدينة الدمام الصناعية. وقد تم تجفيف المنطقة من مياه الصرف الصحي والنفايات، لتوفير مساحة خضراء وحديقة ترفيهية. كما عمل الربيعة مع «مدن» لتقديم أفضل تنظيم حكومي للعمل على مدار أربع سنوات متواصلة. وقد أدى هذا المستوى من التنظيم إلى ترقيته ليشغل منصب وزير في عام 2012.

### وزير التجارة والصناعة (2011 - 2015)
في عام 2011م عُين الربيعة عضواً في مجلس الوزراء في المملكة العربية السعودية بعد تعيينه وزيراً لوزارة التجارة والاستثمار. وعلى مدى السنوات الخمس التالية. كان الهدف الرئيسي للربيعة هو تخطيط الاستراتيجية الصناعية الوطنية في المملكة وتنفيذها. وضمن هذه المبادرة قام الربيعة بإصلاح عدد من اللوائح لمعالجة قصور التشريعات بهدف تسهيل عمل الشركات داخل المملكة. وكان هذا أيضاً جزءاً من نقلة تجارية أوسع نطاقاً بعيداً عن اعتماد المملكة العربية السعودية على النفط.
كان التنظيم عاملاً رئيسياً لزيادة المعايير العادلة والتنافسية. وقد أضيف المزيد من الأحكام المتصلة بالمنافسة، كما زادت التنظيمات المتعلقة بحقوق الملكية الفكرية. وفيما يخص المستهلك، فقد أضيف عدد من القوانين الجديدة لحماية المستهلك السعودي، الأمر الذي زاد الثقة في المنتجات والخدمات في المملكة.
وخلال فترة عمله كان الربيعة عضواً في عدد من المجالس الاقتصادية الفرعية، بما في ذلك المجلس الأعلى للبترول والمعادن، ومجلس إدارة صندوق الاستثمارات العامة واللجنة العامة لمجلس الوزراء وكان ذلك خلال الفترة من 2011 إلى 2015.

### لوائح العمل الجديدة
في إطار التحرك على نطاق أوسع نحو زيادة تنظيم الأعمال في المملكة، أعلن الربيعة عن تغييرات جوهرية على عدد من اللوائح. حيث أرادت حكومة المملكة العربية السعودية مواءمة ممارساتها وضوابطها مع معايير منظمة التجارة العالمية، وقد طُبقت العديد من اللوائح الجديدة للمساعدة في تحقيق هذه الاستراتيجية. وبدأت الشركات في جميع أنحاء المملكة باعتماد المعايير الدولية لإعداد التقارير المالية، والمعروفة باسم المعايير الدولية لإعداد التقارير المالية (IFRS)، وذلك بهدف تعزيز مستوى الشفافية. وقد عمل الربيعة والجهات الحكومية الأخرى على التعريف بالنظام الجديد.
كان من بين التغييرات في التشريعات الأخرى في المملكة إدخال قوانين الملكية الفكرية الجديدة، حيث تم تحديث وتنفيذ عملية التسجيل بالكامل. وقد أصبحت قوانين [[براءات الاختراع أكثر صرامة وساهمت في الحد من انتهاك حقوق الملكية الفكرية، وفي ذات السياق، أقرت المملكة نظاماً جديداً للطلبات المتعلقة بالعلامات التجارية. وبحلول 2015م بادر الربيعة بتطبيق نظام التحول الإلكتروني الذي ساهم في تقليل الفترة الزمنية للمراجعة والبت في طلبات العلامات التجارية، وفي غضون عامين، أصبحت غالبية طلبات العلامات التجارية تتم عبر الإنترنت. كما تم تبسيط بعض التطبيقات الأخرى مثل (Sole Enterprise) باستخدام تقنيات مماثلة. ومن جهة أخرى عمل على إدخال تحسينات على نظام تقديم الوثائق خلال هذه الفترة، وكان من بين تلك التحسينات التقديم الإلكتروني للتراخيص الصناعية والبيانات المالية.
صنف الربيعة الضرائب الخفية كإحدى التحديات التي تواجه المستهلك السعودي. وللحد من تصاعد تلك التحديات تم إنشاء نظام ضريبي متسق للخدمات والأصناف التجارية والذي طبق بشكل خاص على المطاعم، إضافة إلى قواعد جديدة على المنتجات من بينها وضع معايير جديدة للتوصيل والتشغيل، وكذلك تحسين الضمانات المعيارية على المنتجات المصنعة داخل المملكة. إيماناً برفع جودة المنتجات المصنعة داخل المملكة، ولزيادة حماية المستهلكين، تم إنشاء مركز اتصال جديد للمحافظة على حقوق المستهلكين ومساعدة المواطنين. كما تم فرض وضع بطاقات الأسعار على المنتجات، مما يؤدي إلى تقليل مشاكل العملاء.
وبقيادة الربيعة تم تشكيل العديد من المؤسسات الجديدة تحت مظلة الوزارة. ففي عام 2007، تم إنشاء هيئة تنمية الصادرات السعودية لتطوير سوق التصدير. كذلك تم إنشاء مؤسسات أخرى مرتبطة بالأعمال التجارية، بما في ذلك هيئة المشروعات الصغيرة والمتوسطة، وبيان للمعلومات الائتمانيةوشركة ثقة لحلول تقنية المعلومات. وأخيراً، أسس الربيعة شركة «أساس» الغير ربحية بغرض الحفاظ على المدن الصناعية وإدارتها.

### وزيراً للصحة (2016 - 2021)
منذ عام 2011، أدى الربيعة دوراً رئيسياً في التشكيل والتخطيط الاستراتيجي للمشروعات المستقبلية في المملكة إلى أن أصبح وزيراً للصحة عام 2016م،  تزامناً لرؤية السعودية 2030، وكوزيراً للصحة أصبح أكثر تركيزاً على إصلاح منظومة خدمات الرعاية الصحية في المملكة ضمن إطار مستهدفات الرؤية، وكان دور الربيعة كوزير للصحة هو الإشراف على إستراتيجية إعادة هيكلة منظومة خدمات الرعاية الصحية بأكملها في المملكة. وتضمّن هذا إضفاء الطابع اللامركزي على المستشفيات والخدمات الصحية الأخرى في عشرين منطقة منفصلة في جميع أنحاء المملكة. حيث تُقدم المناطق أو المجمعات الطبية المساعدات الطبية بشكل متساوٍ لما يصل إلى مليون مواطن سعودي.
وفي عام 2019م حصل الربيعة على جائزة «التميز العالمية» من منظمة الصحة العالمية WHO في الدورة الثانية والسبعين لجمعية الصحة العالمية لجهوده في مكافحة التبغ. جاء ذلك بعد أن أصبحت المملكة العربية السعودية واحدة من أوائل الدول التي صدقت على اتفاقية منظمة الصحة العالمية الإطارية بشأن مكافحة التبغ في عام 2005، وهي تخطط لخفض استخدام التبغ من 12.7 ٪ في عام 2017م، إلى 5 ٪ في عام 2030م. وحصل الربيعة على جائزة «الشارقة للاتصال الحكومي للعام 2019م» لفئة أفضل شخصية مؤثرة على وسائل التواصل الاجتماعي في خدمة الصالح العام للتوعية، والتي أقيمت في دولة الإمارات العربية المتحدة في مارس 2019م.

### وزيرا للحج والعمرة (2021 - حتى الآن)
صدر أمر ملكي في 15 أكتوبر2021 بإعفاء توفيق بن فوزان بن محمد الربيعة من منصبه وزيراً للصحه، وتعيينه وزيراً للحج والعمرة، وتعيين فهد بن عبد الرحمن بن داحس الجلاجل وزيراً للصحة.

## مناصب وإنجازات

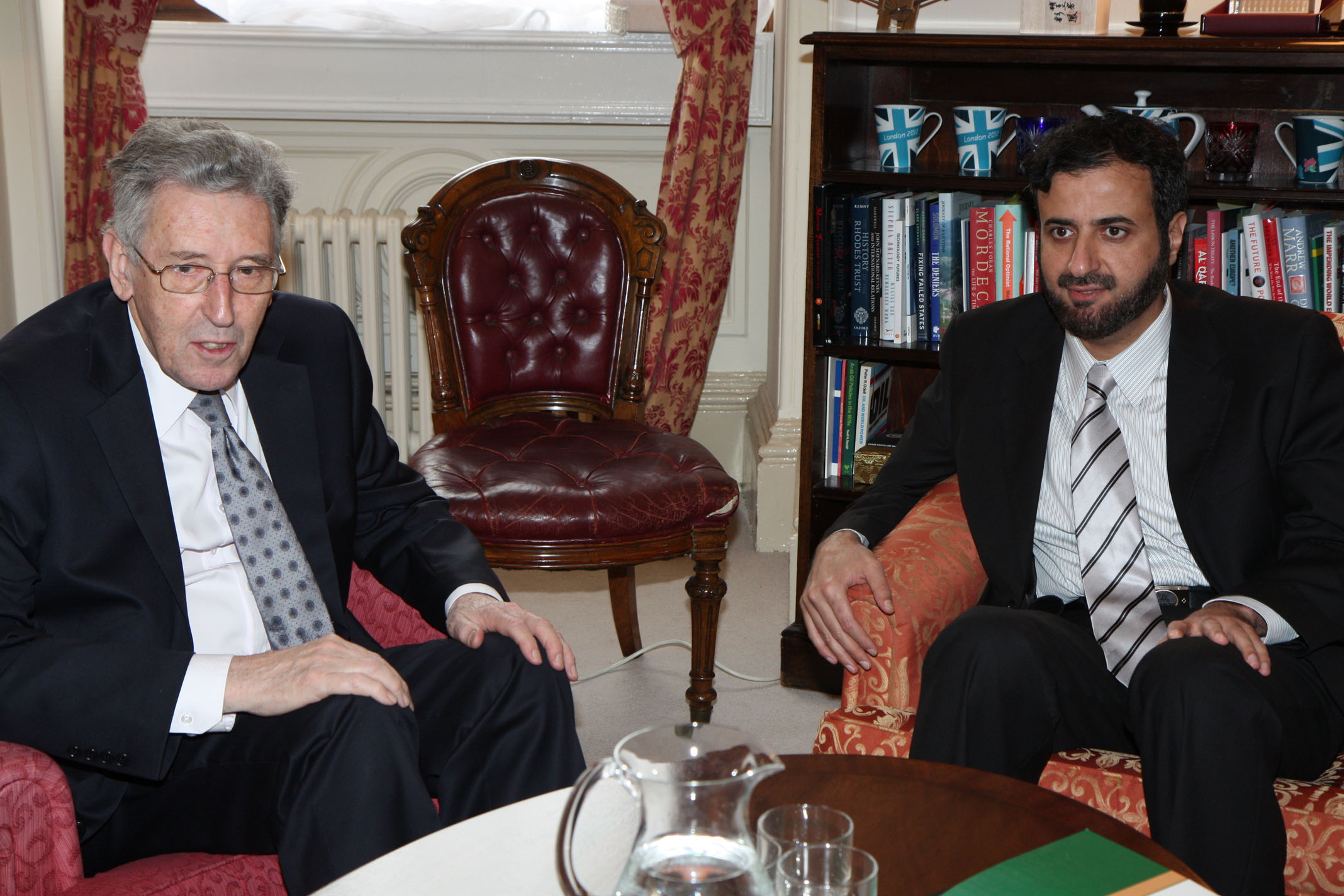
في زيارة رسمية إلى بريطانيا

تبنى الربيعة فكرة إنشاء بنية ذكية داخل المدن الصناعية عن طريق توفير شبكات اتصال ذات سرعات عالية مع خدمات ذكية، فضلاً عن تحسين الخدمات العامة والخدمات التجارية والحكومية فيها، كما ساهم الربيعة في تطوير وكالة الصناعة في وزارة التجارة منذ تكليفه بها.
وسبق لتوفيق الربيعة أن عمل مديراً عاماً لقطاع تنمية الاستثمار في مجال تقنية المعلومات والاتصالات بالهيئة العامة للاستثمار وكان له دور بارز في جذب استثمارات عالمية كبيرة في هذا المجال، كما كان من المؤسسين للخطة الوطنية لتقنية المعلومات، وعضواً في مجلس الأمانة العامة لخطة تقنية المعلومات وعضو هيئة التدريس في جامعة الملك سعود، وأستاذاً في جامعة بيتسيرغ الأمريكية، وعضواً في مجلس إدارة جمعية الحاسبات السعودية، ومستشاراً لدى عدد من المؤسسات الحكومية والأهلية.
ويعمل الربيعة ضمن رؤية السعودية 2030 على 40 مبادرة تستهدف تحويل وزارة الصحة إلى وزارة إلكترونية، وإعادة مأسسة النظام، واستحداث صياغة تمويلية مستقلة ومرنة لا تعتمد على نظام الميزانيات؛ بل على معايير الدفع مقابل الخدمة.

## عضوية مجالس الإدارات الحكومية والمنظمات واللجان
- رئيس مجلس إدارة الهيئة العامة للعناية بشؤون المسجد الحرام والمسجد النبوي (من 8 أغسطس 2023).[6]
- رئيس لجنة برنامج خدمة ضيوف الرحمن
- رئيس مجلس إدارة شركة كدانة للتنمية والتطوير
- رئيس مجلس إدارة صندوق التنمية الصناعية
- رئيس مجلس إدارة الهيئة السعودية للمدن الصناعية ومناطق التقنية (مدن)
- رئيس مجلس إدارة الهيئة السعودية للمواصفات والمقاييس
- رئيس مجلس إدارة الهيئة السعودية لتنمية الصادرات
- رئيس مجلس إدارة هيئة حماية المنافسة
- رئيس مجلس إدارة البرنامج الوطني لتنمية التجمعات الصناعية الوطنية
- رئيس مجلس إدارة الهيئة السعودية للمحاسبين القانونيين
- رئيس مجلس إدارة الجمعية السعودية للمراجعين الداخليين
- رئيس مجلس إدارة الهيئة السعودية للمثمنين المعتمدين
- عضو مجلس إدارة منظمة الأمم المتحدة للتطوير الصناعي Unido
- عضوية مجالس إدارة العديد من الشركات .
- مدير عام المعلومات وقطاع تقنية الاتصالات لدى الهيئة العامة للاستثمار
- الرئيس التنفيذي المكلف للهيئة الملكية لمدينة مكة المكرمة والمشاعر المقدسة.
- رئيس مجلس إدارة مستشفى الملك خالد التخصصي للعيون ومركز الأبحاث[20]

## الجوائز والأوسمة
حصل توفيق الربيعة على عدد من الجوائز والأوسمة في مجالات الصحة، والابتكار، وتطوير منظومة الحج والعمرة، من أبرزها:
- جائزة أفضل شخصية مؤثرة على وسائل التواصل الاجتماعي في خدمة الصالح العام (20 مارس 2019) منحت له خلال حفل جائزة الشارقة للاتصال الحكومي في دولة الإمارات العربية المتحدة، تقديرًا لتأثيره في نشر التوعية العامة وخدمة المجتمع عبر وسائل التواصل.[21]
- جائزة عالمية لمكافحة التدخين (22 مايو 2019) تسلّمها نيابة عن المملكة خلال أعمال الدورة 72 للجمعية العامة للصحة العالمية في جنيف، تقديرًا لجهود المملكة العربية السعودية في مكافحة التدخين، والحث على الإقلاع عنه، والتوعية بأضراره على الفرد والمجتمع.[22]
- جائزة الدولة التقديرية من دولة الإمارات العربية المتحدة (6 نوفمبر 2019) تسلّم الجائزة تقديرًا لإسهاماته في الابتكار ودعمه للتنمية الاجتماعية والاقتصادية في المملكة العربية السعودية.[23]
- وسام "شخصية العام الهجري على المستوى الدولي" من مملكة ماليزيا الاتحادية (28 يونيو 2025) مُنح الوسام تقديرًا لجهوده في تطوير منظومة الحج والعمرة، ودور المملكة البارز في تحسين تجربة ضيوف الرحمن.[24][25][26]

## المؤلفات
| الكتاب                                                | التاريخ | ملاحظات                                                                          | مصدر   |
| ----------------------------------------------------- | ------- | -------------------------------------------------------------------------------- | ------ |
| الوقوف على أطراف الأصابع: ذكريات مع جائحة كورونا 2020 | 2023    | وثّق فيه مرحلة جائحة كورونا بكل ما شهدته من تحديات أثناء توليه مسؤولة وزارة الصحة | [ 27 ] |